# Paul Esterházy (Theaterintendant)
Paul Constantin Maria Josef Esterházy (* 26. April 1955 in Wien) ist ein österreichischer Dramaturg, Regisseur und ehemaliger Theaterintendant.

## Leben und Wirken
Der Sohn des Agraringenieurs Paul Esterházy (1915–1980) und der langjährigen Mitarbeiterin der Katholischen Frauenbewegung Österreichs (kfbö) Christa Esterházy geb. Steinbach (1928–2023) studierte in Wien das Fach Rechtswissenschaften, welches er 1979 mit der Promotion abschloss, sowie Theaterwissenschaften. Noch während seines Studiums war er von 1975 bis 1982 Konzertdramaturg und Dozent für Musiktheaterregie am American Institute of Musical Studies, einer Sommerakademie in Graz, zuletzt als Assistant Artistic Director. Sein Bruder ist der Designer Mathis Esterházy.
Mit seiner Position als Operndramaturg im Jahre 1980 an den Bühnen der Stadt Bielefeld begann Esterházys Einstieg in die Theaterkarriere. Nächste Stationen seiner Laufbahn waren von 1984 bis 1989 seine Tätigkeit als leitender Opern- und Konzertdramaturg an den Städtischen Bühnen Freiburg im Breisgau, anschließend von 1989 bis 1991 als Opernchefdramaturg am Nationaltheater Mannheim, von 1993 bis 1996 als Chefdramaturg am Staatstheater Darmstadt und von 1997 bis zum Jahre 2000 an der Oper Bonn. Hier war Esterházy darüber hinaus auch Initiator und Leiter der international renommierten Reihe „bonn chance! Experimentelles Musiktheater“. Schließlich berief ihn im Jahre 2000 die Stadt Aachen zum Nachfolger von Elmar Ottenthal auf die Stelle des Generalintendanten am Theater Aachen. Zugleich leitete er im Rahmen eines Lehrauftrags für Musiktheaterregie die Opernklasse der Aachener Abteilung der Hochschule für Musik und Tanz Köln. 2002 wurde dem Intendanten Paul Esterházy von der Gesellschaft für Zeitgenössische Musik Aachen e. V. wegen seines besonderen Einsatzes für die Pflege der Zeitgenössischen Musik in Aachen der Aachener Musikpreis verliehen.
Nachdem nach unüberbrückbaren Differenzen mit der Kommunalpolitik im Jahre 2005 in Aachen eine Vertragsverlängerung nicht zustande kam, ist er mittlerweile regelmäßig als freiberuflicher Opernregisseur mit ausgesuchten Werken an verschiedenen Bühnen tätig, unter anderem am Staatstheater Kassel (Aribert Reimann: Lear), Theater Hagen (Erich Wolfgang Korngold: Die tote Stadt), Stadttheater Gießen (Jules Massenet: Werther) und am Theater Biel Solothurn (Gioacchino Rossini: Otello, ossia Il moro di Venezia). Seine Inszenierung „Weder noch“ (Verdi: Requiem/ Feldman: Neither) am Staatstheater Kassel wurde 2008 für den Deutschen Theaterpreis DER FAUST in der Kategorie „Beste Regie Musiktheater“ nominiert. Mit dem Wintersemester 2009 übernahm er eine Gastprofessur an der Universität für Musik und darstellende Kunst Wien und leitet als Ordinarius für szenische Interpretation eine der Opernklassen. Darüber hinaus verschaffte er sich einen anerkannten Ruf als Übersetzer von Operntexten.

## Uraufführungsprojekte
Unter Paul Esterházys Verantwortlichkeit als Dramaturg und Intendant standen bisher folgende Uraufführungen:
- Violeta Dinescu, Hunger und Durst, Kammeroper nach Eugène Ionesco, Theater Freiburg, 1986
- Dmitri Nikolajewitsch Smirnow, Tiriel, Oper nach William Blake, Theater Freiburg, 1989
- Detlev Müller-Siemens, Die Menschen, Oper nach Walter Hasenclever, Nationaltheater Mannheim, 1990
- Reinhard Febel, Morels Erfindung, Oper, Libretto von Lukas Hemleb nach Buoy Casares, 1994
- Michael Gordon, Weather, Video Opera, 1997
- Bernd Franke, Mottke der Dieb, Oper, Libretto von Jonathan Moore nach Schalom Asch, 1998
- Helmut Oehring, SIEBEN (aus: Der Spalt), Musiktheater, 1999
- Beat Furrer u. Klaus Lang, Stimme allein, Hörtheater nach Georg Büchner, 1999
- Paulo C. Chagas, RAW, Techno-Oper, 1999
- Charlotte Seither, Anderes/Selbst, Oper, 2000
- Klaus Lang, Königin Ök, Musiktheater, Theater Aachen, 2000
- Klaus Lang (nach Étienne-Nicolas Méhul), Die beiden Blinden von Toledo, Komische Oper, Theater Aachen, 2000
- Klaus Lang, der handschuh des immanuel, Hörtheater, Theater Aachen (Aachener Dom), 2001
- Helmuth Oehring, BlauWaldDorf, Eine musikdramatische OrtSuche nach Hans Christian Andersen, Theater Aachen, 2002
- Klaus Lang, Die Perser, Musiktheater nach Aischylos, Theater Aachen, 2003
- Helmut Oehring, WOZZECK kehrt zurück, Tonschriftliche MOMENTAUFNAHME, Theater Aachen, 2004
- Gottfried Stein, Else, Kammeroper nach Brüder Grimm, Theater Aachen, 2005
- Michael Gordon, Acquanetta, Oper, Libretto von Deborah Artman, Theater Aachen, 2005
- Klaus Lang, der einfluss des menschen auf den mond. Text von Klaus Händl, Staatstheater Braunschweig, 2011

## Inszenierungen (Auswahl)
- Jean-Philippe Rameau: Hippolyte et Aricie, 1996, Staatstheater Darmstadt
- Henry Purcell: Dido and Aeneas / Pascal Dusapin: Medeamaterial (DEA), 1999, Oper Bonn
- W. A. Mozart: Die Hochzeit des Figaro, 2000, Theater Aachen
- Jacques Offenbach / E. N. Méhul: Die beiden Blinden, 2000, Theater Aachen
- Antonio Sacchini: Oedipus auf Kolonos (DEA), 2001 Theater Aachen / HfM Aachen
- W. A. Mozart: Die Zauberflöte, 2001, Theater Aachen
- Ermanno Wolf-Ferrari: Der Campiello, 2002, Theater Aachen / HfM Aachen
- C. M. v. Weber: Der Freischütz, 2003, Theater Aachen
- Klaus Lang: Die Perser (UA), 2003, Theater Aachen
- Giovanni Gabrieli / J. Cage: John Giovanni (UA), 2003, Theater Aachen / HfM Aachen
- Cole Porter: Kiss me, Kate, 2003, Theater Aachen
- Friedrich Klose: Ilsebill, 2004, Theater Aachen
- Giuseppe Verdi: Quattro stagioni (UA), 2004, Theater Aachen / HfM Aachen
- Georges Bizet: Carmen, 2004, Theater Aachen
- Michael Gordon: Acquanetta (UA), 2005, Theater Aachen
- Gioachino Rossini: Il barbiere di Siviglia, 2006, Theater Biel-Solothurn
- Erich Wolfgang Korngold: Die tote Stadt, 2007, Theater Hagen
- Jules Massenet: Werther, 2008, Theater Gießen
- G. Verdi: Messa da Requiem / M. Feldman: Neither, 2008, Staatstheater Kassel
- G. Rossini: Otello, 2009, Theater Biel Solothurn
- Felix Mendelssohn Bartholdy u. a.: Walpurgisnacht (UA), 2010, MDW, Schlosstheater Schönbrunn, Wien
- Aribert Reimann: Lear, 2010, Staatstheater Kassel
- Klaus Lang: der einfluss des menschen auf den mond (UA), 2011, Staatstheater Braunschweig
- Joseph Haydn: La fedeltà premiata, 2011, MDW, Neue Studiobühne, Wien
- Luciano Berio: Un re in ascolto, 2015, Staatstheater Kassel
- Richard Wagner: Der Ring des Nibelungen, ab 2017, Oldenburgisches Staatstheater